# الهضبة المغربية
الهضاب المغربية أو الهضاب الغربية هي تضاريس مرتفعة من صخور حقب الحياة القديمة على طول الساحل المغربي بين حافة المحيط الأطلسي والأطلس المتوسط.

## جيولوجيا
ميدان الهضبة، الذي أخذ اسمه من هضبة الهضاب الوسطى الداخلية في إسبانيا، هو منطقة من صخور الباليوزويك المستقرة التي لم تتأثر بتكوين الهرسينيان وتم تغطيتها فيما بعد بالصخور الرسوبية من حقبة الحياة الوسطى وحقبة الحياة الحديثة. يشكل نطاق الهضبة بتشكيل وسط المغرب، يخفي تمامًا صخور ما قبل الكمبري، على الرغم من أن الآبار قد وجدت صخورًا من الحياة الحديثة في خط الهضبة. يتم تقسيم المجال إلى قسمين بواسطة حزام طي الأطلس المتوسط. تتميز منطقة الهضبة الغربية بغطاء رسوبي قليل نسبيًا وكتلة متطورة بشكل جيد، في حين أن منطقة الهضبة الشرقية التي تمتد عبر الحدود مع الجزائر بها العديد من كتل الباليوزويك الصغيرة. استمرارًا من العصر النيوبروتيروزويك حتى العصر الديفوني الأوسط، كان للمغرب الغربي والأطلس الصغير نفس البيئة الترسيبية - ترسب رواسب البحر الأحمر والبراكين بعد تكوينها. لقد غمرت المياه جنوب المغرب بجرف بحري ضحل هائل، مما أدى إلى تراكم كربونات كبيرة مختلطة مع الرواسب القارية المتدفقة من المناطق الداخلية الموجودة الآن في الصحراء. في أواخر العصر الديفوني، انقسم المغرب الغربي والأطلس الصغير إلى أحواض تحدها صدوع، والتي تشوهت أثناء تكون الجبال الهرسينية.